# Mats Hammarstedt
Mats Johan Konrad Hammarstedt, född 13 februari 1965 i Växjö, är en svensk professor i nationalekonomi. Han är verksam vid Linnéuniversitetet i Växjö och Institutet för Näringslivsforskning i Stockholm. Mats Hammarstedts forskning är i huvudsak inriktad mot arbetsmarknadekonomi. Hammarstedt har bland annat studerat utrikes föddas position på svensk arbetsmarknad.  Han har vidare studerat bestämningsfaktorer bakom egenföretagande och framgångsrikt entreprenörskap.
Hammarstedt har även studerat diskriminering mot olika grupper på arbetsmarknaden, bostadsmarknaden, kreditmarknaden vid myndighetskontakter och i skolan samt boendesegregation och dess ekonomiska konsekvenser. Han tilldelades Myrdalpriset 2016. Hammarstedt var prodekan vid Ekonomihögskolan vid Linnéuniversitetet 2012 samt 2017-2019.